# Marieluise-Fleißer-Preis
Le Marieluise-Fleißer-Preis est un prix littéraire biennal attribué par la ville allemande d'Ingolstadt, en Bavière, attribué par la Marieluise-Fleißer-Gesellschaft, en mémoire de l'écrivaine Marieluise Fleißer, née dans cette ville.
Le prix est décerné à un auteur de langue allemande qui, comme Fleißer, a écrit sur le conflit entre des revendications inavouées de bonheur et de la vie quotidienne (« Konflikt zwischen unerfüllten Glücksansprüchen et dem alltäglichen Leben »).

## Récipiendaires
- 1981 : Irmgard Keun
- 1986 : Uwe Dick (de)
- 1989 : Herta Müller
- 1992 : Thomas Hürlimann
- 1995 : Robert Schneider
- 1998 : Gert Heidenreich
- 2001 : Petra Morsbach
- 2003 : Harald Grill (de)
- 2005 : Kerstin Specht (de)
- 2007 : Franz Xaver Kroetz
- 2009 : Dea Loher
- 2011 : Sibylle Lewitscharoff
- 2013 : Rainald Goetz
- 2015 : Ulrich Peltzer
- 2017 : Christoph Ransmayr
- 2019 : Iris Wolff (de)
- 2021 : Ines Geipel
- 2023 : Lena Gorelik (de)